# Katharina Molitor
Katharina Molitor (Bedburg, 8 de novembro de 1983) é uma ex-atleta alemã, campeã  mundial do lançamento de dardo. Conquistou a medalha de ouro no Campeonato Mundial de Atletismo de 2015 em Pequim, China.
Além de atleta do lançamento de dardo, ela também foi jogadora profissional de voleibol e integrou o time do Bayer Leverkusen na Erste Volleyball-Bundesliga.
Encerrou a carreira no atletismo em 2018 e no voleibol em 2020.